# بلغاريا في الألعاب الأولمبية الصيفية 1896
تزعم اللجنة الأولمبية البلغارية أن أحد لاعبي الجمباز ، تشارلز شامبود ، تنافس على الأمة في دورة الألعاب الأولمبية الصيفية لعام 1896 . هذا يجعل بلغاريا واحدة من 14 دولة تظهر في دورة الألعاب الأولمبية الصيفية الافتتاحية. غالبًا ما يتم تضمين Champaud ، مدرس الجمباز السويسري الذي يعيش في صوفيا ، في النتائج السويسرية لألعاب 1896 ، التي أقيمت قبل ظهور اللجان الأولمبية الوطنية .لم يفز المنتخب الأولمبي البلغاري بأي ميداليات في هذه الألعاب.